# Hadena cimelia
Hadena cimelia là một loài bướm đêm trong họ Noctuidae.